# Alexander Heinz Flessburg
Alexander Heinz Flessburg (* 31. Juli 1874 in Leobschütz; † 12. September 1936 in Berlin) war ein deutscher Militärmusiker und SS-Obersturmführer.
Nach einer Karriere als Kapellmeister der deutschen Marine, wo er es bis zum Obermusikmeister (im Dienstgrad Oberleutnant zur See) brachte, wurde Alexander Heinz Flessburg Mitte der 1920er-Jahre demobilisiert und wirkte zeitweise als Vorsitzender des Verbandes der ehemaligen Musikmeister des Heeres und der Marine. Flessburg verschrieb sich früh der nationalsozialistischen Ideologie. Er brachte es bis zum SS-Obersturmführer und wurde 1933 Musikzugführer der SS-Standarte 42 Berlin (SS-Nummer 99.842). Er komponierte mehrere „Kampflieder“, unter anderem den Marsch SA marschiert (1933), den er 1933 zusammen mit Arno Parduns Marsch Volk ans Gewehr 1933 auf Schellackplatte aufnahm.